# Onthophagus keralensis
Onthophagus keralensis är en skalbaggsart som beskrevs av Frey 1975. Onthophagus keralensis ingår i släktet Onthophagus och familjen bladhorningar. Inga underarter finns listade i Catalogue of Life.